# アニ・チョイン・ドルマ
アニ・チョイン・ドルマ（Ani Choying Drolma、1972年6月4日 - ）は、ネパール出身の尼僧でありミュージシャン。マントラを歌う歌手。チョイン・ドルマまたはアニ・チョイン（「アニ」は「尼僧」の意味で敬称）としても知られる。

## 来歴
1971年ネパールで生まれ、13歳でカトマンズ盆地の北の斜面のシバプウリ山にあるナギ寺院入った。瞑想マスターであるトゥルク・ウゲン・リンポチェ（Tulku Urgyen Rinpoche）に師事し、教育と宗教的な修行の指導を受けた。リンポチェは尼僧と修行僧を同等にみなしていたので、尼僧が勉強する機会を多く創りだしていた。
瞑想、チャント、儀式、儀礼について学んだ後、すぐに尼僧院のチャンティング・マスターの地位に昇格。その後、リンポチェのような利他的な生活を目指し、チャンティング・マスターの地位を辞職した。尼僧の仕事をもっと熟練させ、慈悲に満ちたものにしていくことと、リンポチェが描く未来像に自分の人生を捧げることが、最善の方法であると信じ、尼僧を高めていくことに従事しようと活動を始める。
現在は、世界各国をツアーで巡りマントラを歌いながら女性の教育･平等･仏法的考え方を広めるため、精力的に活動している。
トレイシー・チャップマン、セリーヌ・ディオン、ティナ・ターナーなど、彼女の活動を支援するアーティストも多く、ダライラマとの親交も深い。
2008年4月、彼女の自叙伝がヨーロッパで発売された。

## その他
ネパール尼僧福祉財団（Nuns Welfare Foundation、NWF）を設立。NWFは尼僧の教育や福祉を奨励していくことを主とし、彼女たちがより広い地域で奉仕できるよう活動している非政府組織である。NWFではアーヤ・ターラ・スクールを設立、仏教哲学はもとより、読み書きや数学、科学を学ぶことができ、ヘルス・ワーカーとしての訓練を受け、応急措置、看護、助産術、幼児の世話などの基礎を学ぶ事も出来る。チベット医学の実習や簡単な西洋医学の実習や薬についても学ぶ機会もあり、医学に興味がある尼僧は、さらに勉強を続けていき、正式な資格を持つチベット医学の医者となることもできる。
また、タンカスクール・病院などの設立を目指している。

## ディスコグラフィ
- Chö (1997年) ※with スティーヴ・ティベッツ
- Dancing Dakini (1999年)
- Choying (2000年)
- Moments Of Bliss (2004年)
- Selwa (2004年)
- Smile (2005年)
- Taking Refuge (2006年)
- 『インナー・ピース』 - Inner Peace (2006年)
- Time (2007年)
- Aama (2009年)
- Matakalaa (2010年)
- Inner Peace 2 (2010年)
- Mangal Vani (2011年)
- Clear Light (2012年)